# Mario Ferrari Aggradi
Mario Ferrari Aggradi (La Maddalena, 13 marzo 1916 – Roma, 24 dicembre 1997) è stato un politico italiano, esponente della Democrazia Cristiana e più volte ministro della Repubblica.

## Biografia
I suoi genitori e antenati erano originari di Castelnuovo Bocca d'Adda (LO), dove sono sepolti.
Formatosi al Liceo classico Lorenzo Costa di La Spezia, si laureò a Pisa dopo aver condiviso gli studi, all'allora collegio Mussolini, con Paolo Emilio Taviani, Achille Corona, Giovanni Pieraccini, Fernando Di Giulio, Lionello Levi Sandri, Emilio Rosini, Gian Paolo Meucci, Enzo Capaccioli, Vittorio Frosini e Carlo Smuraglia.
Nel luglio del 1943 prese parte ai lavori che portarono alla redazione del Codice di Camaldoli. Studioso di problemi economici, nel 1944 fu membro della Commissione economica del CLNAI. Dal 1945 fu vicepresidente della Rai, oltre ad avere la vicepresidenza del Consiglio delle industrie dell'Alta Italia; fu poi segretario generale del Comitato Interministeriale per la Ricostruzione, nel 1946.
Fu il fondatore dell’Istituto nazionale per lo studio della congiuntura. All’interno della DC fu consigliere nazionale e responsabile del dipartimento economico del partito per diversi anni. 
Nel successivo decennio, rappresentò l'Italia in vari organismi internazionali, come l'OECE, la NATO e la CEE. Fu in seguito ministro dei lavori pubblici, ministro dell'agricoltura e delle foreste, ministro delle partecipazioni statali, ministro dei trasporti, ministro della pubblica istruzione e ministro del tesoro.
Da ministro del tesoro, dopo l'autunno caldo, spettò a lui tranquillizzare i mercati internazionali sulla sostenibilità economica delle riforme del mercato del lavoro in corso in Italia all'inizio degli anni settanta, anche con articoli sulla stampa specialistica. Le proposte da lui affacciate si facevano carico anche di una prima regolamentazione del mercato borsistico e della soluzione della crisi valutaria di quegli anni.

## Opere
- Ferrari Aggradi, La finanza pubblica italiana, Zanichelli, Bologna 1940.
- Ferrari Aggradi, Il ceto medio produttivo: problemi e prospettive, ATEL, Roma 1954.
- Ferrari Aggradi, Il piano Vanoni: Premessa ai discorsi di Ezio Vanoni sul programma di sviluppo economico, Istituto poligrafico dello Stato, Roma 1956.
- Ferrari Aggradi, Ezio Vanoni: vita pensiero azione, Cinquelune, Roma 1956.
- Ferrari Aggradi, Europa: tappe e prospettive di unificazione, Studium, Roma 1958.
- Ferrari Aggradi, Le partecipazioni statali nella politica di sviluppo, CIDA, Roma 1960.
- Ferrari Aggradi, One hundred years of Italian economy, «Review of the economic conditions in Italy», 1961.
- Ferrari Aggradi, Perché una politica di programmazione?, Cinque lune, Roma 1963.
- Ferrari Aggradi, Italia formato Europa, Mondadori, Milano, 1972.
- Ferrari Aggradi, La svolta economica della Resistenza: primi atti della politica di programmazione, Forni, Bologna 1975.
- Ferrari Aggradi, Anni ‘80: responsabilità parallele, Mursia, Milano 1981.
- Ferrari Aggradi, Origini e sviluppo dell’impresa pubblica in Italia, «Civitas», sett-ott. 1982, pp. 9–19.